# Fierzë (Scutari)
Fierzë è una frazione del comune di Fushë Arrëz in Albania (prefettura di Scutari).
Fino alla riforma amministrativa del 2015 era comune autonomo, dopo la riforma è stato accorpato, insieme agli ex-comuni di Blerim, Iballë e Qafë Mali a costituire la municipalità di Fushë Arrëz.

## Località
Il comune era formato dall'insieme delle seguenti località:
- Fierze
- Porav
- Bugjon
- Kokdode
- Arst
- Miliska
- Mezi
- Aprip-Gur